# Vivian Hsu
Vivian Hsu (kinesisk: 徐若瑄; pinyin: Xú Ruòxuān; Wade–Giles: Hsu Jo-hsüan; Pe̍h-ōe-jī: Chhî Jio̍k-soan; japansk: ビビアン・スー Bibian Sū født 19. marts 1975) er en taiwanesisk sanger, skuespiller og model.
Hsu blev kendt i Japan, hvor hun optrådte for første gang i 1995 og er blevet er blevet en anerkendt berømthed med sine mange optrædener i medierne sidst i 1990'erne.
Hun var også forsanger i Black Biscuits, et japansk band, der udgav fire singles, "Stamina", "Timing", "Relax", "Bye-Bye", samt et album, Life. Alle fire singles nåede top 5 på Oricon hitlisten, og Life nåede op på #6 i album hitlisten.

## Tidligt liv
Hsu blev født i Taiwan som nummer to af tre børn af en mor og far som kom fra hver sin befolkningsgruppe i Taiwan. Faderen er taiwanesisk, af hoklofolket, og moderen er atayal taiwanesisk, af atayalfolket, der er en gruppe af urfolk. Hun blev født som Hsu Su-chuan (kinesisk: 徐淑娟; pinyin: Xú Shújuān), og brugte det navn indtil hun begyndte sin modelkarriere. Hendes forældre blev skilt, mens hun var et lille barn. Hun gik i skole i hovedstaden, Taipai, først i Taipei Jianxing Elementary School og senere i Taipei Shulinguo Junior High School.

## Karriere
Hsu's karriere indenfor underholdningsindustrien startede efter at hun havde vundet førsteplads i et TV talentshow, "Talented Beautiful Girl", der var en konkurrence, der blev afholdt i af CTS i 1990. På det tidspunkt arbejdede hun med at levere mad på sin cykel, og hendes kunder begyndte at genkende hende fra TV-showet. Samme år blev hun en del af en musiktrio, der kaldtes "Girls' Team" (少女隊). De udgav to albums, i 1991 og 1992, hvorefter bandet opløstes. Derefter startede Hsu sin modelkarriere.

### Skuespiller
Hsu har medvirket i en række film og Tv-programmer både i Kina og Japan. Hun spillede med i den ambitiøse film The Knot fra 2006, der var et samarbejde mellem  Kina, Taiwan og Hong Kong, en kærlighedsfilm hvis handling finder sted i tidspunktet mellem CCPs overtagelse af fastlands Kina og nutiden. Hendes debutfilm var Shaolin Popey (1994), en komediefilm som blev en biografsucces i Taiwan og Hong Kong.
Hsu har også medvirket i tre Hong Kong spillefilm, Hunting List, Devil Angel og Angel Heart. Hun spillede rollen som Chao Jiale i Love Storm (2003), sammen med Vic Chou og Ken Chu. Hun har komponeret og sunget åbnings temasangen til serien Decide to Love You (決定愛你), som blev udgivet som en single i 2003. I 2006 medvirkede Hsu i filmen The Shoe Fairy of Do Do, der er et moderne eventyr.
Hun har også medvirket i filmen The Accidental Spy fra 2001 sammen med Jackie Chan.

### Musiker
Hsu udgav sin første solo single i 1995. Hun udgav sit første album i fuld længde, Tianshi Xiang (天使想), i 1996. Kort tid senere tog hun et lynkursus i koreansk og udgav en koreansk version af albummet med titlen Cheonsa Misonyeo (天使美少女). Hendes to første albums blev sunget på andre sprog end hendes modersmål.
I 1997 blev hun en del af bandet Black Biscuits sammen med to japanske komikere, Kyoya Nanami og Amazan og senere med en anden sangerinde, der er kendt som 'Keddy'. Gruppen blev først og fremmest etableret som et rivaliserende band til det japanske band Pocket Biscuits, der blev skabt af det japanske varietetsshow Utchan Nanchan no UriNari. Mellem 1997 og 1999 udgav de fire hit singler og et album i fuld længde, Life.  Deres single "Timing" blev solgt i 1,5 millioner i 1998. De deltog også i Kōhaku Uta Gassen i 1998.